# Chimie générale
Pour un article plus général, voir Chimie.
 (janvier 2025).
Si vous disposez d'ouvrages ou d'articles de référence ou si vous connaissez des sites web de qualité traitant du thème abordé ici, merci de compléter l'article en donnant les références utiles à sa vérifiabilité et en les liant à la section « Notes et références ».

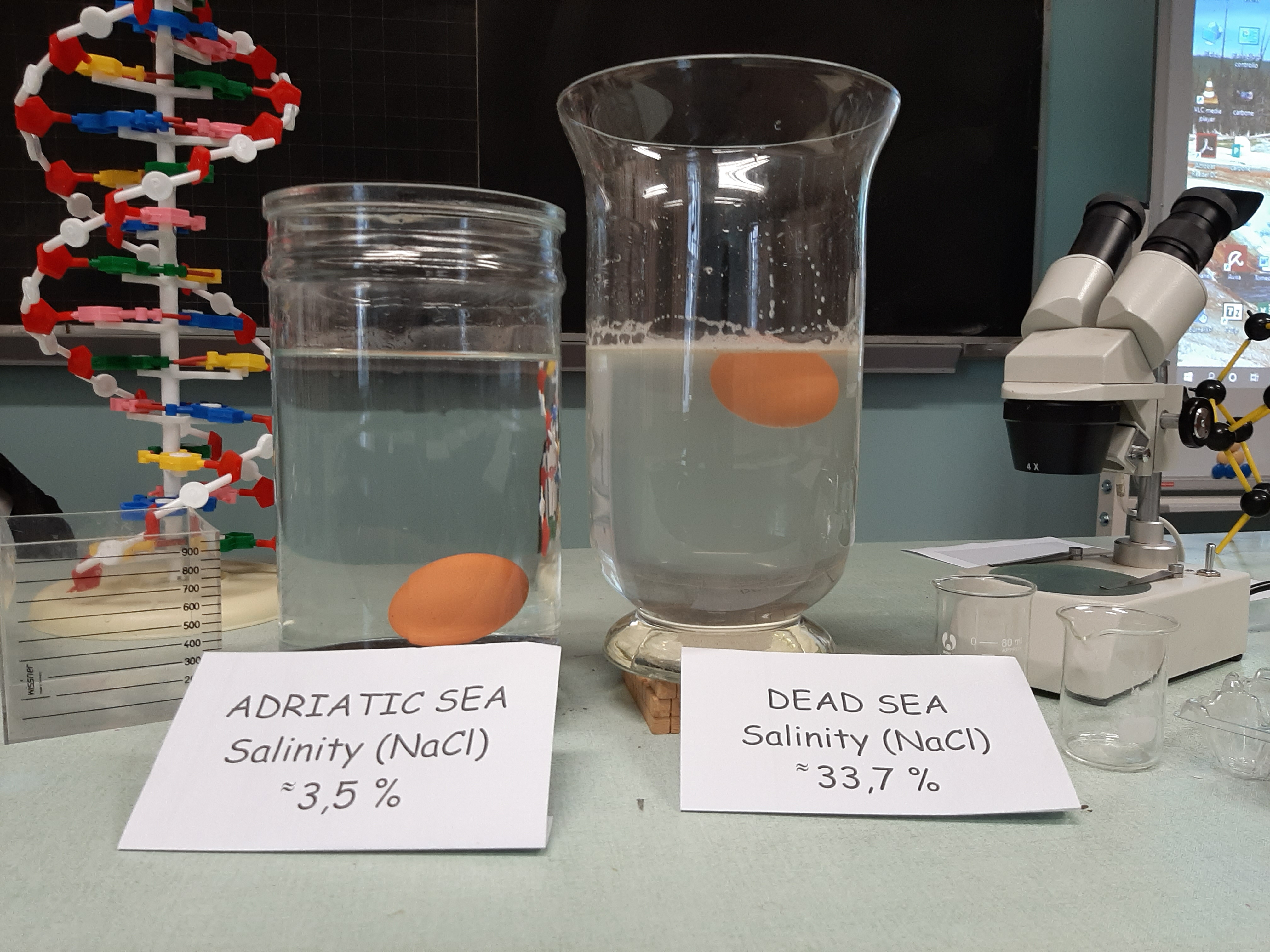
Exemple de travaux pratiques sur la flottabilité dans les solutions en fonction de leur concentration en sel.

La chimie générale est la spécialité de la chimie qui étudie, au-delà des innombrables composés chimiques, les principaux processus dans lesquels ils entrent en jeu. 

## Description
La chimie générale  touche à la plupart des autres spécialités de la chimie et celles-ci ont toutes a priori quelque domaine proche de la chimie générale.

## Exemples
La chimie générale étudie par exemple la réactivité des composés radioactifs avec celle des non-radioactifs et la radiochimie tire profit dans son domaine propre de ses résultats universels.
- Les propriétés chimiques des composés chimiques ;
- La réaction chimique et sa cinétique ;
- Les propriétés des solutions aqueuses ou autres actions de solvants ;
- Les liaisons chimiques et les changements de phase.